# XIRP2
XIRP2‏ (Xin actin binding repeat containing 2) هوَ بروتين يُشَفر بواسطة جين XIRP2 في الإنسان.